# Zumholz
Zumholz is een plaats en voormalige gemeente in het Zwitserse kanton Fribourg, en maakt deel uit van het district Sense.
Zumholz had 397 inwoners. Zumholz maakt sinds 2017 deel uit van de gemeente Plaffeien.